# Politisches Schlagwort
Ein politisches Schlagwort entsteht, wenn eine politische Situation oder ein politischer Diskurs auf ein besonders einprägsames Wort oder einen entsprechenden Satz zusammengefasst wird. Solche Begriffe können ein wesentlicher Teil der jeweiligen politischen Ideologie sein. Schlagwörter finden in der Presse ein großes Echo und werden kurz- oder längerfristig zum zentralen Begriff für diesen Diskurs oder als Symbol für die entsprechende politische Situation wahrgenommen. Wer einen Begriff prägt und ins Gespräch bringt, kann damit zunächst die Deutungshoheit innehaben – wobei er selbst am Ringen um Deutungshoheit teilhat und Einfluss nimmt, welche Ausdrücke als Schlagwörter verbreitet werden. Im weiteren Verlauf des politischen Diskurses kann die Deutungshoheit jedoch auch verlorengehen und die öffentliche Wahrnehmung des Schlagwortes sich wandeln. Gezielte Versuche, politische Schlagwörter bzw. -worte bewusst zu prägen, können auch Teil einer Kampagne sein.
Da der Ausdruck „Schlagwort“ selbst oft negativ konnotiert ist, ist die Frage, ob es sich bei einem bestimmten Begriff um ein wertendes Schlagwort oder um eine „präzise Bezeichnung“ handelt, bisweilen selbst Thema der politischen Debatte. Eine klare Abgrenzung ist hier aus semiotischer Sicht allerdings nicht möglich, da jedes Sprachverständnis bereits eine interpretierende Deutung des sprachlichen Zeichens einschließt.
Politische Schlagwörter, die für bestimmte politische Zwecke, Partikularinteressen oder zum Setzen von Feindbildern instrumentalisiert werden, gelten auch als Kampfbegriffe. Dienen sie der Identität einer Gruppe, werden sie als Fahnenwörter bezeichnet.

## Beispiele
Einige politische Schlagwörter haben den Charakter von Euphemismen wie Ethnische Säuberung oder das nationalsozialistische Berufsbeamtengesetz. Killerspiele oder Wutbürger sind hingegen Dysphemismen. Andere sind tatsächlich Pseudo-Fachwörter, zum Beispiel Herrenrasse oder Frühsexualisierung.
Beispiele für prägnante politische Schlagwörter sind Fortschritt seit dem 19. Jahrhundert während der industriellen Revolution geprägt, Finnlandisierung, Leitkultur, Zwangsgermanisierung, Agenda 2010, die von Alfred Dregger geprägte Wahlparole der CDU Freiheit statt Sozialismus, die von der Bush-Regierung postulierte Achse des Bösen oder Schurkenstaat. Ein politisches Schlagwort der ersten Jahre der Kohl-Regierung war die geistig-moralische Wende. In bestimmten Kontexten erhielt auch der Fachbegriff Neoliberalismus den Charakter eines politischen Schlagworts.